# Gerhard Ulrich
Gerhard Ulrich, né en 1944, ingénieur ETS (École technique supérieure) en agriculture, est le fondateur de l'association suisse Appel au peuple.

## Biographie
En 2001, à la suite de déboires conjugaux qui se sont réglés devant la justice, il fonde l'association Appel au peuple pour protester contre ce qu'il considère être un jugement inique. Il incendie sa maison pour la soustraire à des demandes de dédommagement. Ce délit entraîne une condamnation à 18 mois de prison.
En 2005, Gerhard Ulrich, par l'intermédiaire d'Appel au peuple, prend la défense d'un homme interné durant trois jours à la clinique psychiatrique de Belle-Idée de Genève en manifestant avec une dizaine de personnes devant le palais de justice en distribuant un tract virulent intitulé : « Inouï : une privation de liberté impunie ! » Les médecins portent plainte en 2006 et le Tribunal de police de Genève condamne Gerhard Ulrich à quinze jours de prison pour diffamation. Mais ce jugement est cassé en 2009 par le Tribunal Fédéral.
Condamné le 6 juillet 2007 à 10 mois de prison ferme pour calomnie qualifiée, il disparaît et est finalement arrêté à Vevey le 6 mars 2009 lors d'une opération menée par la police vaudoise avec la collaboration de l'unité Tigris de la Police judiciaire fédérale.